# Il guerriero della strada 3
Il guerriero della strada 3 (Snake Eater III: His Law) é un film canadese-statunitense del 1992 diretto da George Erschbamer. Ultimo capitolo della saga Snake Eater cominciata con Snake Eater - Vendetta a tutti i costi e Il guerriero della strada 2 entrambi del 1989.

## Trama
Jack Kelly detto Soldier, approfittandosi della vacanza, si trova ad aiutare un suo amico chiamato Cowboy per combattere contro una banda di motociclisti che stupra e uccide ragazze adolescenti.